# Yolanda et le Voleur
Pour les articles homonymes, voir Yolanda.
Pour plus de détails, voir Fiche technique et Distribution.
Yolanda et le Voleur (titre original : Yolanda and the Thief) est un film musical américain réalisé par Vincente Minnelli, sorti en 1945.

## Synopsis
Yolanda Aquaviva, unique héritière d'une grosse fortune, quitte le pensionnat de religieuses où elle a été éduquée et retrouve la maison familiale, tenue par sa tante et tutrice, Amarilla Aquaviva. Un soir, dans son jardin, la jeune femme prie son "ange gardien" de la guider vers l'avenir. Le lendemain, l'ange se présente à elle sous le nom de M. Brown. En réalité, il s'agit d'un escroc et coureur de dot, Johnny Parkson Riggs, qui espère profiter de la fortune Aquaviva, avec l'aide de son complice, Victor Budlow Trout. Mais l'amour s'en mêle…

## Fiche technique
- Titre : Yolanda et le Voleur
- Titre original : Yolanda and the Thief
- Réalisateur : Vincente Minnelli
- Scénario : Irving Brecher, d'après une histoire de Jacques Thery et Ludwig Bemelmans
- Musique : Harry Warren et (non crédité à ce titre) Lennie Hayton
- Lyrics : Arthur Freed
- Direction musicale : Lennie Hayton
- Orchestrations : Conrad Salinger (et musique additionnelle, non crédité à ce titre)
- Chorégraphie : Eugene Loring
- Directeur de la photographie : Charles Rosher
- Direction artistique : Cedric Gibbons et Jack Martin Smith
- Décors de plateau : Edwin B. Willis et Richard Pefferle (associé)
- Costumes : Irene Sharaff (créditée Sharaff)
- Costumes de Lucille Bremer : Irene
- Montage : George White
- Producteur : Arthur Freed, pour la Metro-Goldwyn-Mayer
- Genre : Fantastique, film musical, romance
- Format : Couleur (Technicolor)
- Durée : 108 minutes
- Dates de sortie
  - États-Unis : 20 novembre 1945
  - France : 27 octobre 1948

## Distribution

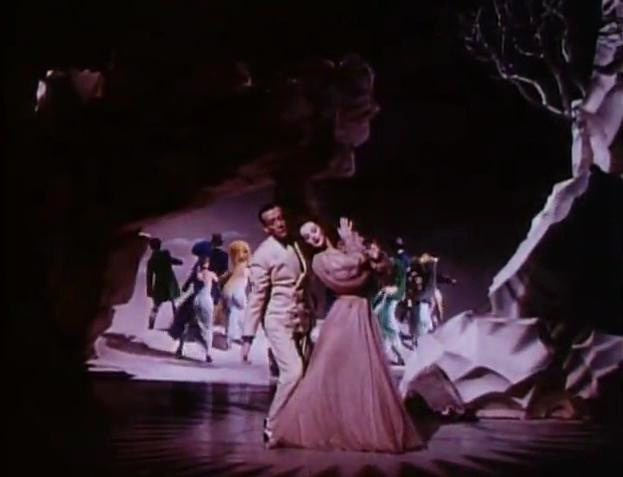
Fred Astaire et Lucille Bremer

- Fred Astaire : Johnny Parkson Riggs
- Lucille Bremer : Yolanda Aquaviva
- Frank Morgan : Victor Budlow Trout
- Mildred Natwick : La tante Amarilla Aquaviva
- Mary Nash : La duègne
- Leon Ames : M. Candle
- Ludwig Stossel : Le maître d'école
- Jane Green : La mère supérieure
- Remo Buffano : Le marionnettiste
- Francis Pierlot : Le padre
- Leon Belasco : Le chauffeur de taxi
- Ghislaine Perreau : Gigi
- Charles La Torre : Le lieutenant de police
- Michael Visaroff : Le majordome
- Gino Corrado, Jean De Briac (non crédités) : Serveurs
- Leander de Cordova